# Kameduli
Kameduli – zakon utworzony w 1012 lub 1027 r. przez św. Romualda. Po śmierci Romualda, w 1072 roku papież Aleksander II wyodrębnił kamedułów z benedyktynów, zatwierdzając zgromadzenie jako osobny zakon (przedtem byli ugrupowaniem pustelniczym w rodzinie benedyktyńskiej). Składa się obecnie z dwóch kongregacji. W Polsce znajdują się wyłącznie kameduli kongregacji z Monte Corona. 
Jest to zakon, który jako pierwszy zaostrzył regułę benedyktyńską.
Zakon dał Kościołowi 1 papieża, 7 kardynałów, 3 arcybiskupów, 12 biskupów.

## Najwięksi przedstawiciele zakonu
| Osoba                    | Data urodzenia | Data śmierci | Charakterystyka                                                        |
| św. Romuald              | 951 lub 952    | 19 VI 1027   | założyciel zakonu                                                      |
| św. Piotr Damiani        | 1007           | 22 II 1072   | doktor Kościoła, biograf św. Romualda                                  |
| Pięciu Braci Męczenników | brak           | 11 XI 1003   | misjonarze i męczennicy na ziemiach polskich                           |
| św. Bruno z Kwerfurtu    | 974            | 1009         | misjonarz, męczennik, biograf św. Wojciecha i Pięciu Braci Męczenników |
| Giovanni z Camaldoli     | brak           | 1134         | kardynał, biskup Ostii                                                 |
| Fra Mauro                | ok. 1385       | 1459         | wenecki kartograf, mnich z klasztoru San Michele in Isola              |
| bł. Paweł Giustiniani    | 1476           | 1528         | reformator zakonu i założyciel kongregacji z Monte Corona (1520)       |
| Grzegorz XVI             | 18 IX 1765     | 1 VI 1846    | papież                                                                 |

## Historia

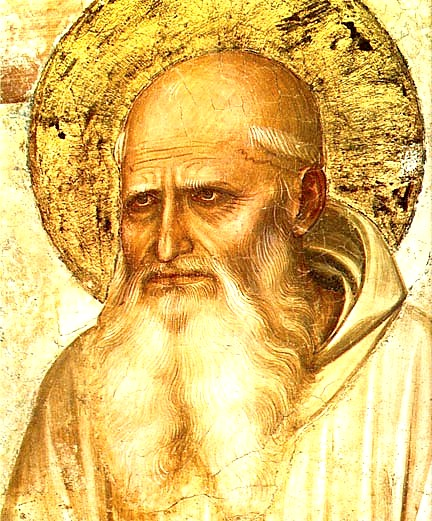
Św. Romuald, założyciel zakonu

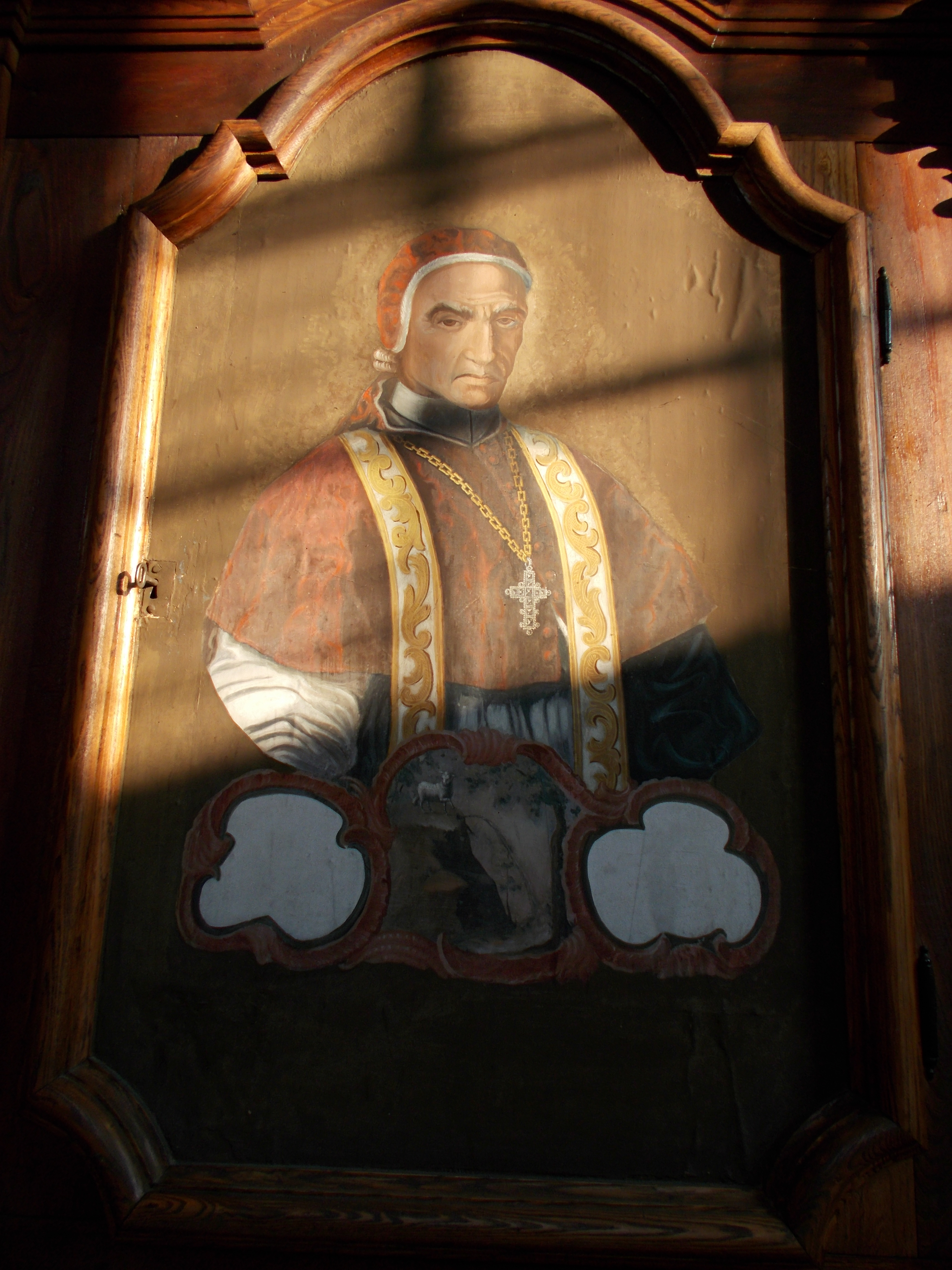
Portret papieża Grzegorza XVI, kameduły z nieistniejącej już kongregacji z Murano

Najważniejszą fundacją św. Romualda, od której wziął nazwę cały zakon kamedułów, jest Camaldoli. Jest to jedyny erem, który przez dziewięć wieków, mimo różnych kolei (wojny, rabunki, pożary) przetrwał do dzisiaj. Błogosławiony Rudolf I, czwarty z rzędu przeor po św. Romualdzie z Camaldoli, tak opisuje powstanie tej pustelni:
„Gdy św. Romuald przybył w okolicę miasta Arezzo (u stóp gór Apenin) w celu wyszukania odpowiedniego miejsca (pod budowę eremu), spotkał tam pewnego możnego pana, Maldolego, który chociaż wcale nie znał Romualda, przedstawił mu się, mówiąc, że posiada piękne miejsce, nadające się bardzo do życia pustelniczego. Następnie opowiedział, jak to pewnego razu we śnie widział, jak niegdyś Jakub Patriarcha, drabinę sięgającą do nieba, po której wielka liczba ludzi w białych szatach wstępowała ku niebu. Wysłuchawszy tego opowiadania, mąż Boży, w przekonaniu, że to znak woli Bożej, udał się na samo miejsce, aby je zobaczyć, a następnie za namową i przy pomocy biskupa Teobalda z Arezzo rozpoczął fundację. Ponieważ miejsce to było własnością wspomnianego Maldolego, czyli po włosku campo di Maldolo (pole Maldolego), stąd w skróceniu Camaldoli, a zakonnicy Camaldolesi, po polsku kameduli. Była to na razie skromna fundacja, składająca się z pięciu cel i kapliczki.   
Po ukończeniu fundacji św. Romuald osadził tam pięciu swych uczniów: Piotra Dagwina, innego Piotra, Benedykta, Gizona, Teuzona. Obowiązek przełożonego polecił Piotrowi Dagwinowi. Dał im też przepisy dotyczące postów, milczenia i pozostawania w celach. Następnie w miejscu Fonte buono (dobre źródło), położonym o kilka kilometrów poniżej eremu, zbudował dom gościnny i pozostawił tam jednego zakonnika kapłana i trzech braciszków do posługi w tym celu, aby przyjmowali przybywających tam gości i załatwiali inne potrzeby zakonników, pozostających w pustelni. W ten sposób erem miał być, jak gdyby rycerz, zaopatrzony w tarczę, uchroniony od zajęć, zakłócających spokój i ciszę pustelni, a zakonnicy łatwiej mogli zachować nienaruszone milczenie. Później nieco przeor Piotr wybudował również z polecenia św. Romualda w rzeczonym hospicjum kościół i postarał się o konsekrację tegoż. – Św. Romuald – kończy błogosławiony Rudolf – zachęciwszy po raz ostatni do cnoty uczniów, żegnając, ucałował ich ze łzami, po czym opuścił Camaldoli i udał się do Val di Castro". 
Co do roku założenia tej pustelni, większość historyków kamedulskich idzie za późną tradycją, według której fundacja miałaby przypaść na 1012 rok. Prawdziwą zaś datą może być ta, którą podaje bł. Rudolf, tj. 1027 rok.
Monastyczna tradycja zakonu kamedułów ma swoje źródło w nauczaniu św. Romualda. Oprócz niego tradycję tę rozbudowali i zinterpretowali tacy przedstawiciele zakonu, jak bł. Rudolf – przeor eremu w Camaldoli, św. Piotr Damiani – przeor eremu w Fonte Avellana oraz bł. Paweł Giustiniani – założyciel kongregacji z Monte Corona.
Podstawowymi dziełami duchowości kamedulskiej są: Żywot Pięciu Braci Męczenników św. Brunona Bonifacego; Żywot Świętego Romualda św. Piotra Damiani; Konstytucje życia pustelniczego bł. Rudolfa; Reguła życia pustelniczego bł. Pawła Giustiniani.
Św. Brunon Bonifacy, uczeń św. Romualda, tak charakteryzuje duchowość kamedulską:
„Dla nowicjuszów, którzy przychodzą ze świata – upragniony klasztor. Dla dojrzałych i spragnionych Boga żywego – złota samotność pustelni. Dla tych, którzy pragną rozstać się z tym życiem i być z Chrystusem – głoszenie Ewangelii poganom.”
Nie wszyscy jednak są obowiązani do przebycia tych trzech etapów, bowiem jak nadmienia sam autor: „każdy z nich jest wystarczający do zbawienia”.
Istnienie kongregacji kamedułów zaczyna się od bł. Rudolfa, przeora eremu Camaldoli, który opracował pierwsze konstytucje, przyłączając do eremu liczne pustelnie, opactwa i posiadłości. Bł. Rudolf został wybrany przeorem w 1074 r. i dopiero od chwili ogłoszenia konstytucji można mówić o zakonie kamedułów. Zakon ten zawsze pozostawał zakonem benedyktyńskim. Okres rozkwitu kongregacji przypada na XI–XIV w., kiedy to zakon był ożywiony intensywną działalnością licznych zakonników, świętych i uczonych oraz gorliwą obserwą zakonną.
W połowie wieku XIV zaczęło jednak przejawiać się w większości klasztorów rozluźnienie, trwające aż do początków XVI w. Powodem tego stanu rzeczy był przede wszystkim zwyczaj mianowania opatów spoza grona zakonników: biskupów, kardynałów, a nawet ludzi świeckich, którzy nie dbali o dobro klasztoru, lecz o własne dochody. Przełożeni generalni Ambrogio Traversari (zm. 1439) i Pietro Delfino (zm. 1525) na próżno usiłowali przywrócić porządek i dyscyplinę w zakonie.
Kapituła generalna z 1513 r. zapoczątkowała proces odnowy. Między innymi, aby uchronić klasztory od opatów mianowanych z zewnątrz (komendatariuszy), ustalono czas trwania ich rządów na trzy lata, a nie dożywotnio, jak dotychczas.

## Kongregacje kamedulskie
W wieku XVI powstała nowa kongregacja kamedułów z Monte Corona, której cechą charakterystyczną było bardzo surowe życie wyłącznie w eremach, z wykluczeniem klasztorów i jakiejkolwiek działalności zewnętrznej. W wieku XVII kongregacja kamedulska dzieli się jeszcze na inne, samodzielne odłamy. Camaldoli tworzy małą kongregację złożoną wyłącznie z eremów, klasztory natomiast, z wyłączeniem jakichkolwiek form życia pustelniczego, grupują się wokół weneckiego opactwa św. Michała, tworząc autonomiczną i potężną kongregację św. Michała z Murano. Liczba samodzielnych kongregacji kamedułów w XVII w. doszła zatem do trzech, a wszystkie one, każda na swój sposób, nawiązywały do tradycji i ideału św. Romualda. W 1935 r. Stolica Święta przyłączyła (ale jej nie zniosła) kongregację św. Michała z Murano do kongregacji Camaldoli. Powstała w ten sposób aktualna Kongregacja Kamedułów Zakonu św. Benedykta, mająca swoje centrum w tysiącletnim eremie w Camaldoli. Jest członkiem Konfederacji Benedyktyńskiej.
Osobne i autonomiczne względem Camaldoli są dzieje Kongregacji Eremitów Kamedułów z Monte Corona (Góry Koronnej), założonej w 1520 przez bł. Pawła Giustinianiego. Jej początkowa nazwa to Towarzystwo św. Romualda. Przez kilka pierwszych lat utrzymywała pewną zależność od Camaldoli, ale w 1525 r. stała się całkowicie niezależna. Żywotna i dobrze zorganizowana kongregacja obrała jako dom główny erem Monte Corona koło miasta Perugia (1530 r.). Stąd nazwa kongregacji. Benedyktyńskie stabilitas loci ogniskują na zakonie, a nie na wybranym eremie. Życie w pustelniach zorganizowane jest tak, aby elementy życia samotnego, pustelniczego się łączyły z życiem wspólnym. Eremici żyją w osobnych celach-domkach, a na wspólne modlitwy gromadzą się w kościele. Żadna działalność duszpasterska czy inna zewnętrzna nie jest dozwolona. Nie należą do Konfederacji Benedyktyńskiej.
Obecnie kameduli podzieleni są na dwie kongregacje:
- Kongregacja Kamedulska Zakonu św. Benedykta, należąca do Konfederacji Benedyktyńskiej (łac. Congregatio Camaldulensis Ordinis Sancti Benedicti, OSBCam) – liczy obecnie 12 klasztorów z ok. 80 mnichami: siedem w Italii, dwa w USA, po jednym w Indiach, Brazylii i Afryce. Przebywa w niej obecnie trzech Polaków: o. Roman Malaczewski i o. Jerzy Botor – Eremo San Giorgio oraz o. Robert Łaskarzewski – Eremo di Camaldoli (dane z 2015 roku);
- Kongregacja Eremitów Kamedułów z Monte Corona, nie należąca do Konfederacji Benedyktyńskiej (łac. Congregatio Eremitarum Camaldulensium Montis Coronae, EC) – liczy 9 eremów z 59 pustelnikami: trzy we Włoszech, dwa w Polsce, po jednym w Hiszpanii, USA, Kolumbii i Wenezueli. W dwóch klasztorach w Polsce, na krakowskich Bielanach i w Bieniszewie (gmina Kazimierz Biskupi), żyje obecnie 18 pustelników (dane z 2008 roku).

## Herb

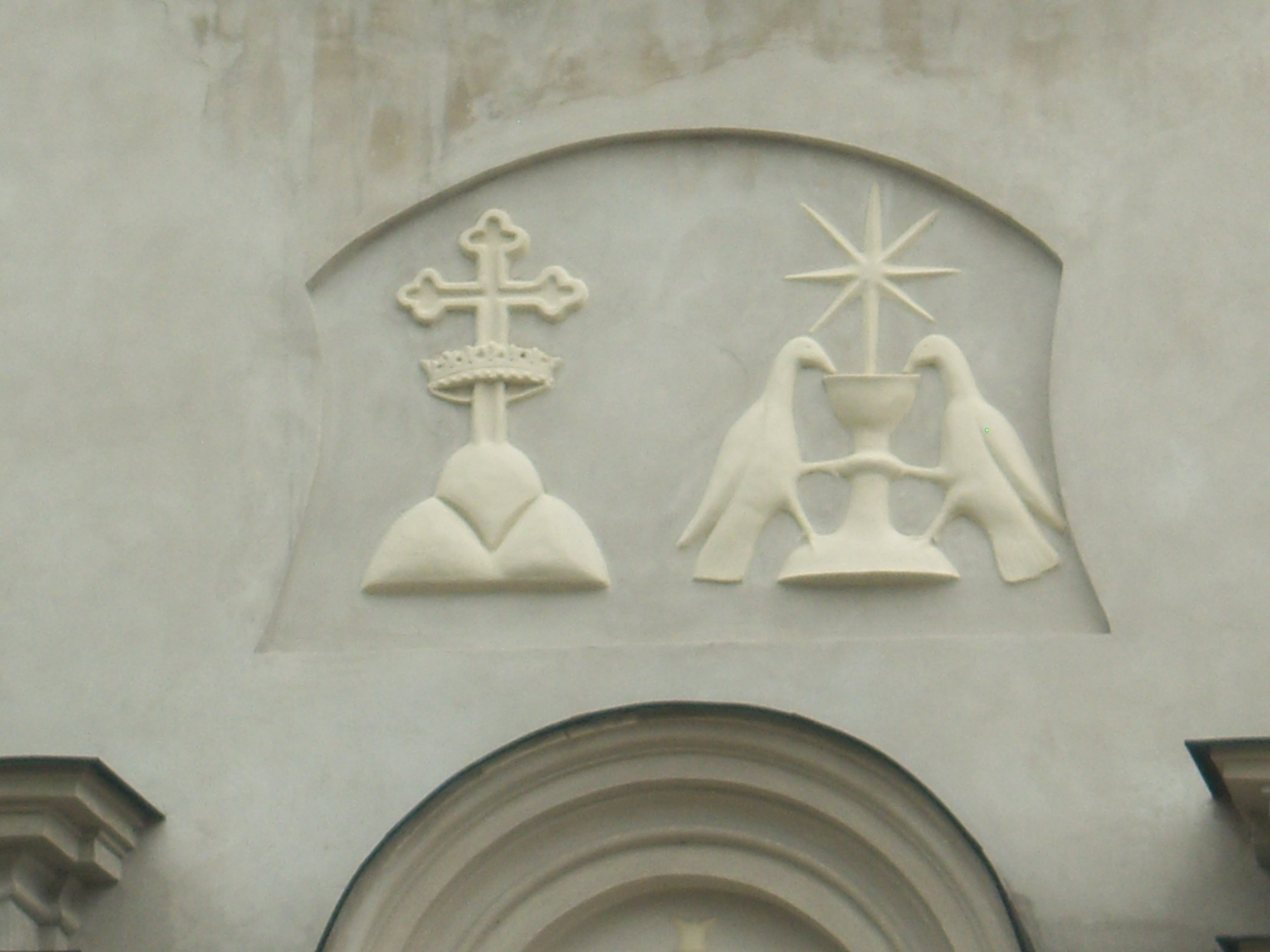
Herby Monte Corona i Camaldoli

Herb kamedułów to dwa gołębie pijące z jednego kielicha. Symbolizuje to wspólnotę pomiędzy charyzmatem pustelniczym a charyzmatem monastycznym, jaki istnieje wewnątrz rodziny kamedulskiej. Jeden gołąb symbolizuje pustelników, drugi mnichów, którzy piją z jednego kielicha (Eucharystia). Inna interpretacja mówi, że jeden gołąb symbolizuje gałąź męską zakonu, drugi zaś żeńską. Gwiazda nad kielichem oznacza Ducha Świętego czy też Opatrzność Bożą.
Kielich oznacza również źródło (Chrystusa), z którego mnich ma czerpać swą zdolność do miłowania Boga i ludzi. Kielich znajdujący się w centrum przekazuje, iż całe życie kamedulskie skupione jest wokół Boga, wokół Chrystusa i Jego zmartwychwstania: „A jeśli Chrystus nie zmartwychwstał, daremne jest nasze nauczanie, próżna jest także wasza wiara” (1 List do Koryntian 15,14).
Herbem tym posługuje się również żeńska gałąź zakonu – mniszki kamedułki.
Kongregacja Góry Koronnej posługuje się dodatkowo własnym herbem. Przedstawia on krzyż z koroną, umieszczony na szczycie góry. Trzy szczyty górskie, przypominające koronę, nawiązują do głównego eremu kongregacji –  Badia di Monte Corona koło Perugii.

## Strój zakonny

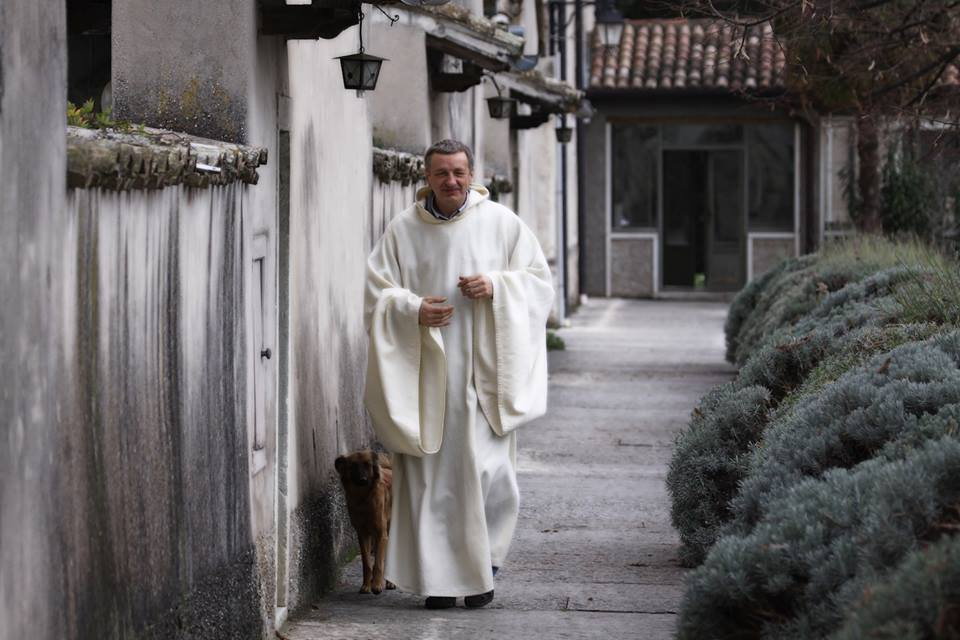
O. Roman Malaczewski w coculli

- Strój zakonny kongregacji benedyktyńskiej to biały habit przepasany białym pasem wiązanym na boku, z cocullą i osobnym kapturem. Płaszcz jest używany przez nowicjuszy. Kameduli tej kongregacji nie są zobowiązani do zapuszczania bród ani golenia głów.

- Strój zakonny kongregacji Monte Corona to biały habit ze szkaplerzem przyszytym do kaptura, przepasane białym pasem wiązanym na przodzie. Stroju dopełnia biały płaszcz chórowy. Coculla nie jest używana. Wyróżniającą ich tradycją jest golenie głów – znak oddania Bogu, symbolizujący zarazem obojętność dla spraw świata oraz zerwanie więzi z rodziną[4]. Pustelnicy zgodnie ze zwyczajem zapuszczają brodę.

## Kameduli w Polsce

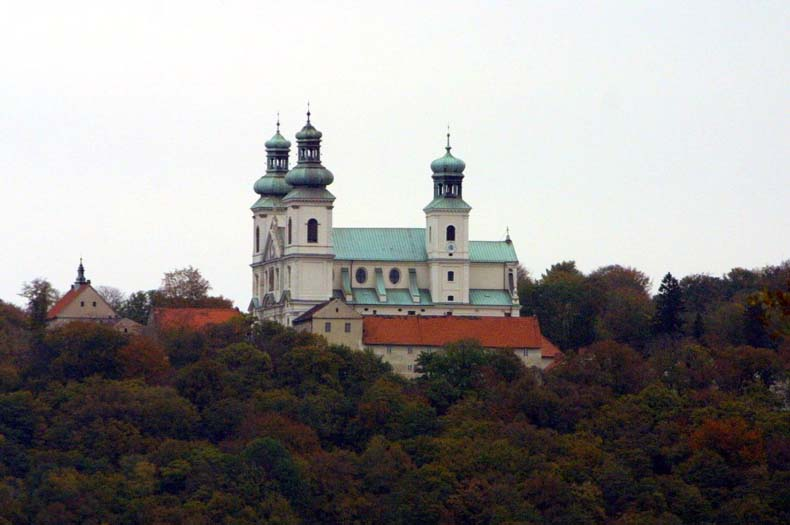
Erem kamedułów na Bielanach

Dwóch benedyktynów, pierwszych kamedułów – Jana i Benedykta, uczniów św. Romualda – zostało wysłanych z Włoch do Polski przez założyciela zakonu kamedułów na prośbę Bolesława Chrobrego. Założyli erem ok. 1002 roku. Ponieśli męczeńską śmierć w 1003 razem z dwoma słowiańskimi nowicjuszami (Pięciu Braci Męczenników). Ich erem istniał jednak nadal co najmniej do 1027 lub do okresu reakcji pogańskiej.

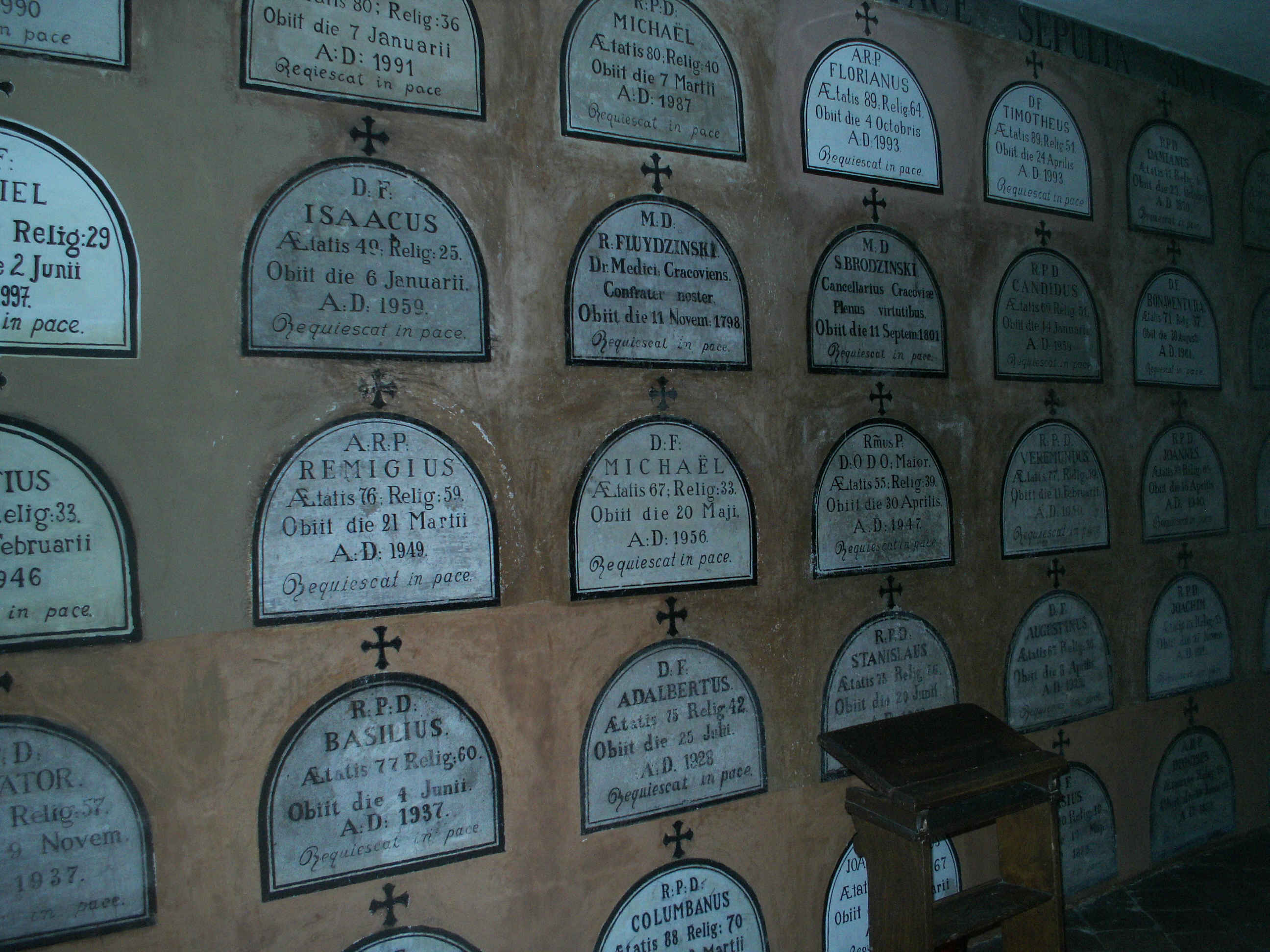
Katakumby kamedulskie na Bielanach

Pierwszy erem w Polsce kameduli utworzyli w 1604 roku. Był to do dziś istniejący erem na krakowskich Bielanach (Srebrna Góra). Do dziś istnieje również klasztor w Bieniszewie koło Konina. Inne eremy istniały w Rytwianach, a także na warszawskich Bielanach (od 1643 na Polkowej Górze, dzisiaj Lasek Bielański), w Pożajściu (na Litwie), Wigrach i Kamedułach koło Szańca, ale zostały zniesione w XIX wieku.
Po II wojnie światowej reaktywowano, obok istniejącego na krakowskich Bielanach, erem bieniszewski. Mała Reguła św. Romualda jest wyjątkowo surowa. Zakonnicy są zobowiązani do pracy fizycznej, modlitwy, pokuty oraz życia pustelniczego. Pustelnicy żyją we własnych domkach, zachowując milczenie i zbierając się tylko na modlitwy (oraz kilka razy do roku na wspólne posiłki). Wyrzekają się potraw mięsnych. Od charakterystycznych białych habitów pochodzą nazwy „Bielany” w Krakowie i Warszawie.